# Gheorghe Apostol
assinatura
Gheorghe Apostol (16 de maio de 1913 - Bucareste, 21 de agosto de 2010) foi um político, deputado e primeiro-ministro romeno, líder do Partido Comunista, famoso por ter feito oposição a Nicolae Ceauşescu.